# Moszkva (folyó)
A Moszkva (cirill betűkkel Москва) az Oka folyó bal oldali mellékfolyója. A Volga-medencében, a Moszkvai és a Szmolenszki területen folyik keresztül 502 km hosszan. Vízgyűjtő területe 17 600 km². A mellette fekvő Moszkva városának a fő vízforrása. A város valószínűleg róla kapta a nevét, jelentése és eredete bizonytalan.

## Képek

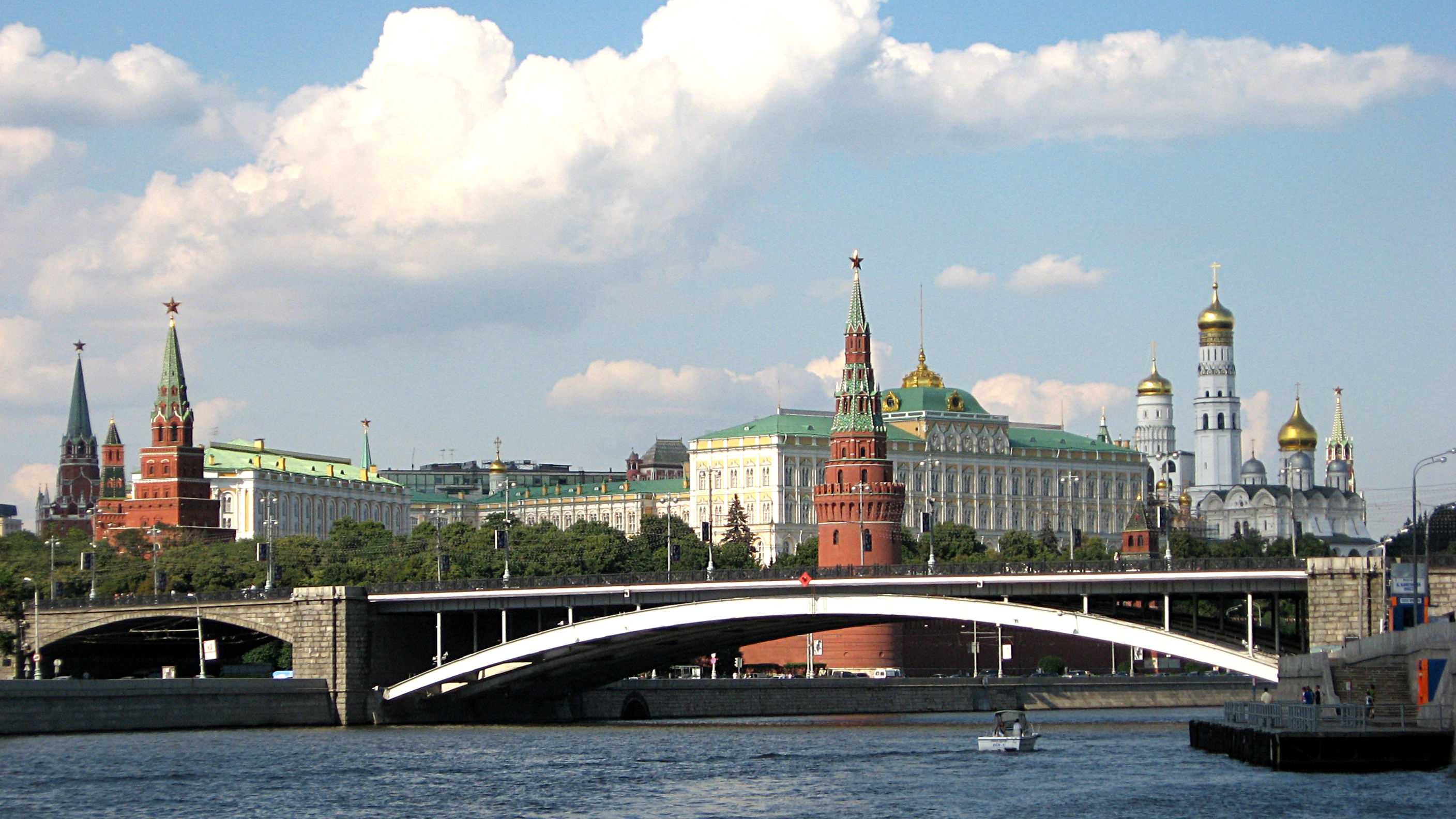
A Kreml látképe a folyóról
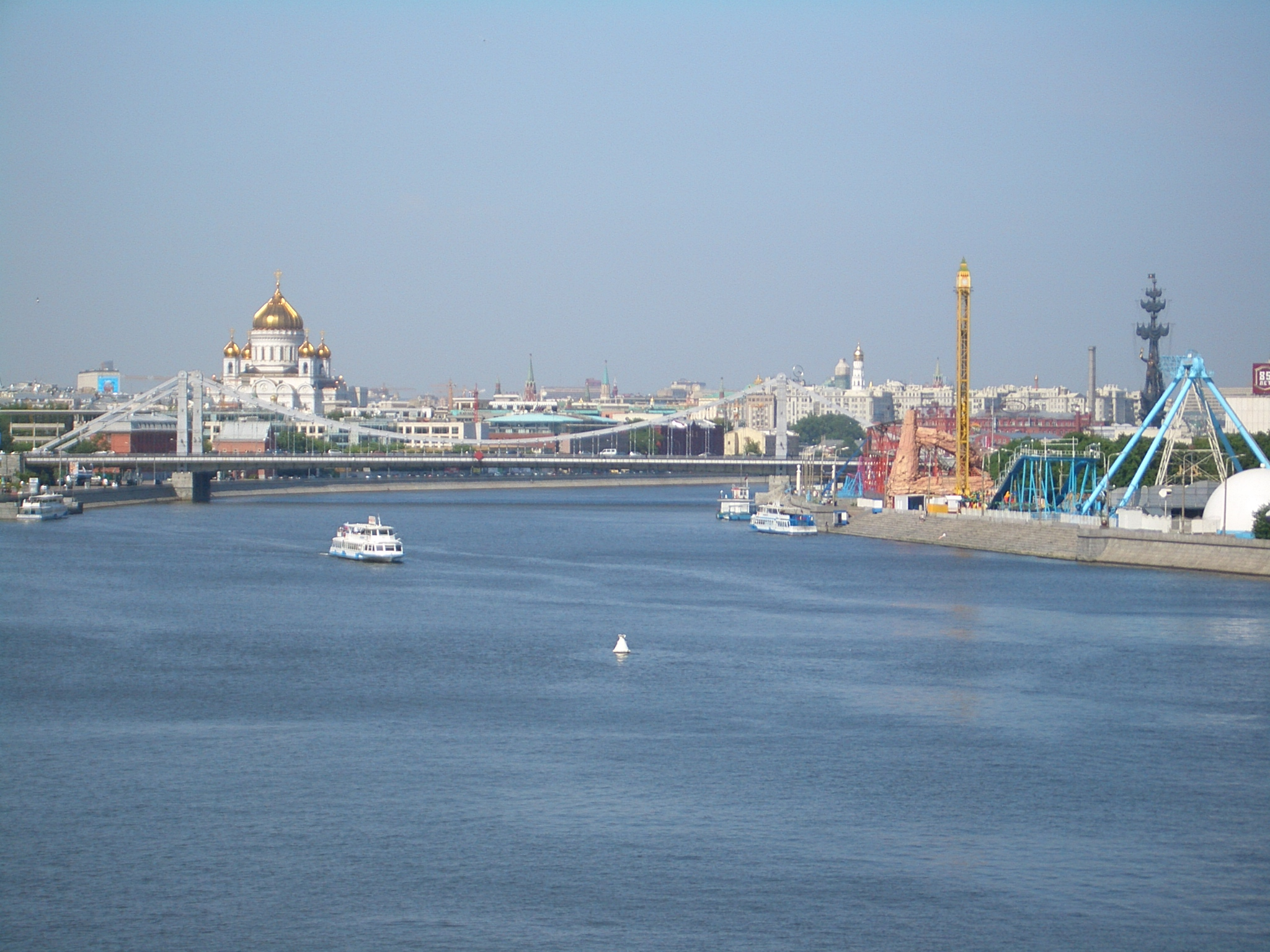
A Megváltó Krisztus-székesegyház és a Gorkij park
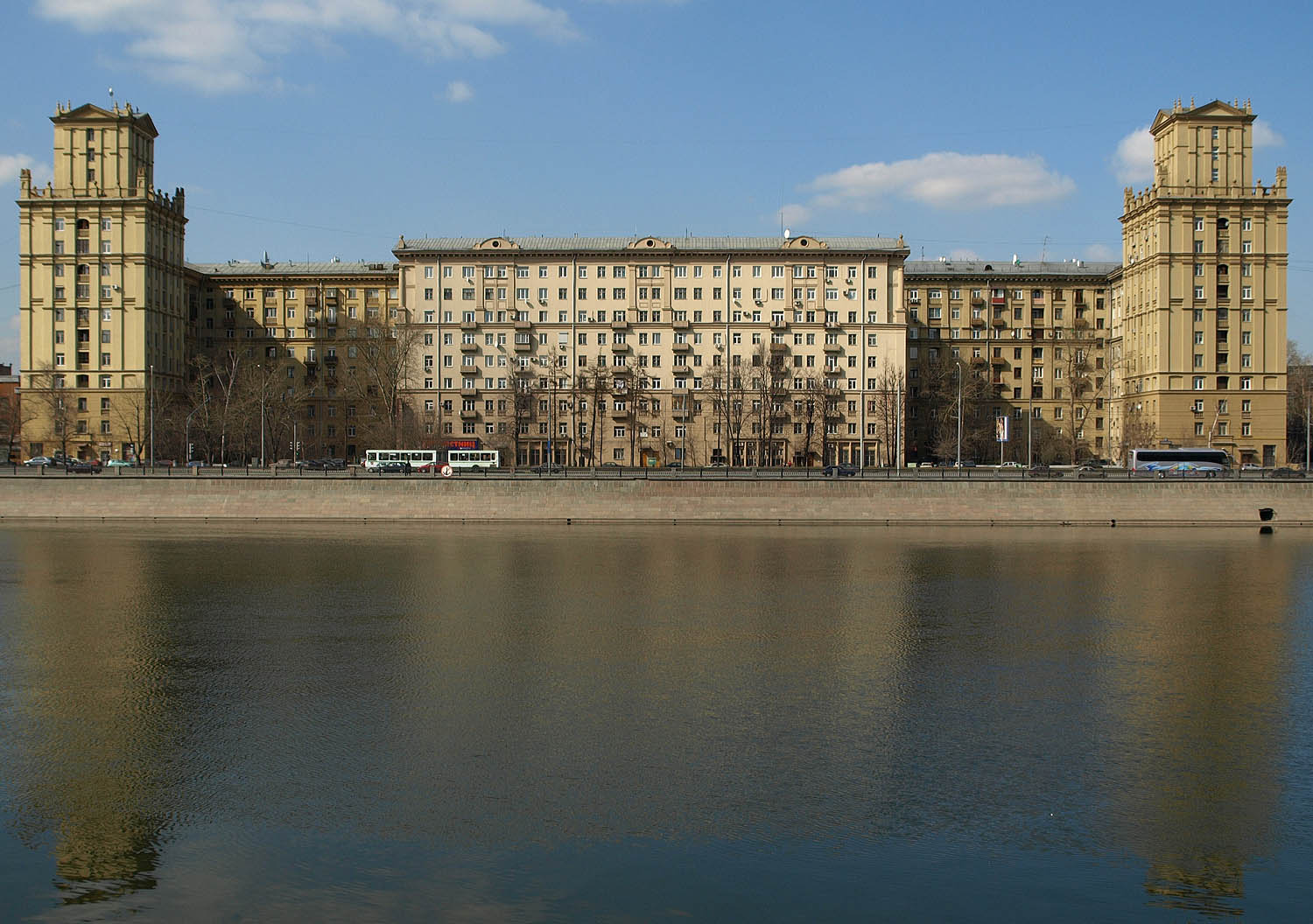
Lakóház a folyóparton